# فاروق عمر فوزي
فاروق عمر فوزي مؤرخ ومفكر ودبلوماسي عراقي .

## سيرته العلمية
فـاروق عمر حسين فوزي  (1938 الموصل - ) مؤرخ ومفكر عراقي، ولد بالموصل، وأنهى فيها دراسته الأولية ودخل كلية الآداب قسم التاريخ تخرج فيها عام 1961. وحصل على الدكتوراه من جامعة لندن عام 1967 وعين تدريسياً في كلية الآداب جامعة بغداد وحصل على درجة الاستاذية عام 1979. عين رئيساً لقسم التاريخ 1978-1980 وسفيراً بديوان وزارة الخارجية 1976 ، هاجر من العراق عام 1999 ، عمل في عدد من الجامعات العربية والعالمية.

## مؤلفاته
ومن مؤلفاته: 
1. الخلافة العباسية 132-170هـ 1969 بغداد.
2. طبيعة الدعوة العباسية 1970 بيروت.
3. العباسيون الأوائل 3 أجزاء،1970، 1973، 1983، بيروت دمشق عمان.
4. الخلافة العباسية في عصر الفوضى العسكرية 1979 بيروت.
5. الخلافة العباسية في العصور المتآخرة 1983 الشارقة.
6. بحوث في التاريخ العباسي 1977 بغداد.
7. عباسيات (بالإنكليزية)1976 بغداد.
8. التاريخ الإسلامي وفكر القرن العشرين 1980 بيروت.
9. مصادر التاريخ المحلي لأقليم عمان 1979 بغداد.
10. الخليج العربي في العصور الإسلامية 1983 بيروت.
11. النظم الإسلامية 1981 بغداد.
12. تاريخ فلسطين السياسي في العصور الإسلامية 1982 أبو ظبي.
13. العلاقات العربية الاميركية في الخليج (ترجمة)1977 البصرة.
14. تاريخ فلسطين في العصور الوسطى (ترجمة) 1973 بغداد.
15. دائرة المعارف الإسلامية (مشترك).
16. دائرة المعارف البريطانية (مشترك).
17. الموسوعة الفلسطينية (مشترك).
18. موسوعة حضارة العراق (مشترك) (عن موسوعة اعلام العراق في ق20حـ1 ص156).

19-الاستشراق والتاريخ الإسلامي (القرون الإسلامية الأولى /دراسة مقارنة). 
1. الثورة العباسية.
2. تاريخ العراق في عصور الخلافة العربية الإسلامية.
3. حكام بلاد فارس والعدوان على العراق خلال العصر العباسي.
4. خليفة بن خياط مؤرخاً 240-854.
5. نشأة الحركات الدينية والسياسية في الإسلام.
6. العراق والتحدي الفارسي.
7. الفكر العربي في مجابهة الشعوبية عصر الخلافة العربية الإسلامية.
8. إبراهيم الامام (بالإنكليزية).
9. هارون الرشيد (بالإنكليزية).[2]
10. الجيش والسياسة: في العصر الأموي ومطلع العصر العباسي.[3]

## مكانته
أجاب المؤرخ الأستاذ الدكتور هشام جعيط على سؤال يتعلق بما أنجزه العرب في القرن العشرين فقال: «أن الإنجاز الوحيد هو في ميدان الدراسات والبحوث التاريخية العربية، وفي هذا المجال لا نجد إلا عددا قليلا من المؤرخين الجيدين، منهم عبد العزيز الدوري و صالح أحمد العلي ، وتلاهما فاروق عمر فوزي وكتابات هؤلاء المؤرخين، وكلهم عراقيون، هي تقريبا الوحيدة في كل الإنتاج العربي في ميدان العلوم الإنسانية المعترف بها عالميا كبحوث جدية مسيطرة على مادتها».

## فلسفته
ويرى الدكتور فوزي أن للمؤرخ رسالة تربوية وطنية فما يكتبه ينبغي أن يستهدف «إعداد المواطن للعيش في حاضر متطور نحو مستقبل أفضل. وهذا الواجب في اعتقادي الوظيفة الوطنية والقومية للتاريخ وهي وظيفة لا يؤديها غير التاريخ من بين العلوم الإنسانية». ويمكن أن يكون للبطل دور في التاريخ فبعض الإبطال لعبوا في التاريخ دورا حاسما وكان العرب في عصورهم الإسلامية الأولى ينظرون إلى البطل على أنه قائد يدرك المسؤوليات الكبيرة الملقاة على عاتقه، ولذلك كانوا يتحرون فيه سجايا وصفات فاعلة ومؤثرة منها الشرف والشجاعة والعدالة والإخلاص والحلم والمقدرة وإنكار الذات والاقتدار والحنكة والتجربة.